# NGC 6786
NGC 6786 is een balkspiraalstelsel in het sterrenbeeld Draak. Het ligt 322 miljoen lichtjaar van de Aarde verwijderd en werd op 3 oktober 1886 ontdekt door de Amerikaanse astronoom Lewis A. Swift. NGC 6786 interageert met UGC 11415.

## Tau Draconis (τ Draconis / 60 Draconis)
Het stelsel NGC 6786 bevindt zich, vanaf de aarde gezien, iets minder dan een halve graad ten westen van de ster Tau Draconis (60 Draconis). Amateurastronomen kunnen Tau Draconis aanwenden als gidsster om het stelsel NGC 6786 op te zoeken.

## Wil Tirion's Uranometria 2000.0
In Wil Tirion's sterrenatlas Uranometria 2000.0 (de eerste uitgave van 1987) is NGC 6786 het enige sterrenstelsel op kaart 13.

## Synoniemen
- UGC 11414
- IRAS 19119+7319
- ZWG 341.19
- Z 1911.9+7318
- VV 414
- 7ZW 864
- KCPG 538A
- PGC 62864